# Diarsia dimorpha
Diarsia dimorpha là một loài bướm đêm thuộc họ Noctuidae. Nó là loài đặc hữu của Luzon.